# Боёк

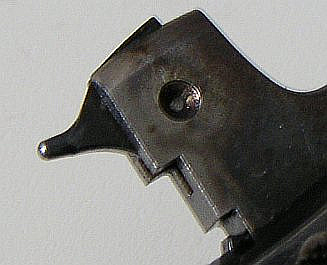
Боёк револьвера Smith & Wesson Model 13

Боёк — элемент механизма или машины (оружия, станка, инструмента), передающий ударное воздействие. Обе ударные поверхности называются бойками.
Боёк, как правило, является монолитной деталью. Его применяют, когда невозможно придать требуемые прочностные и иные свойства тем элементам конструкции, которые должны были бы совершать ударное воздействие без бойка, и/или когда требуется частая замена в связи с естественным износом.
В огнестрельном оружии боёк — часть ударника или курка, которая непосредственно накалывает капсюль при выстреле.
Бойком также называется часть цепа, применявшегося для обмолота, и бита в играх (в бабки, городки).